# Theseus-Maler

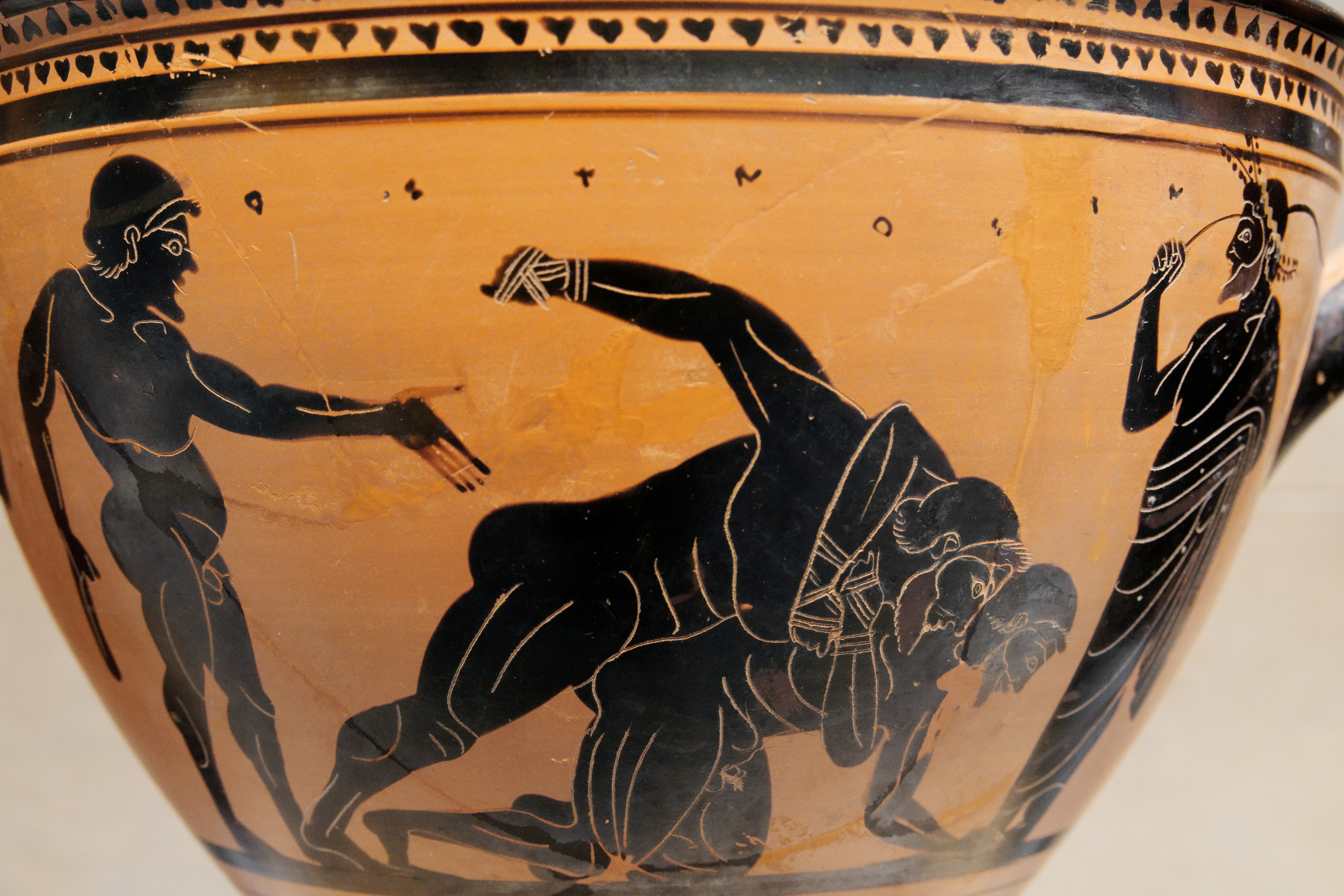
Skyphos des Theseus-Malers: Pankratiasten, New York, Metropolitan Museum Inv. 06.1021.49

Der Theseus-Maler war ein später Vertreter der attischen Vasenmalerei des schwarzfigurigen Stils. Seine Arbeiten werden in die Zeit zwischen 505 v. Chr. und 485 v. Chr. datiert.
In einer Zeit, in der immer mehr Vasenmaler den rotfigurigen Stil favorisierten und die Qualität der Maler schwarzfiguriger Vasen eher schlecht war, ragt der Theseus-Maler als einer der letzten bedeutenden Vertreter des schwarzfigurigen Stils hervor. Es sind bis heute etwa 200 Vasen erhalten, die ihm zugeschrieben werden, darunter in seiner frühen Phase vor allem Skyphoi der Reiher-Klasse. Benannt wurde der nicht namentlich bekannte Maler aufgrund seiner häufigen Theseus-Darstellungen mit einem Notnamen. Der Theseus-Maler wechselte offenbar mehrfach die Werkstatt. In seiner späten Phase widmete er sich vor allem dem Bemalen von Lekythen.
Sein Themenspektrum ist vielfältig, sein Zeichenstil klar und seine Ritzlinien sind geschmeidig. Für ihn sind weniger seine mythologischen Handlungsbilder als die ruhig angeordneten oder behaglich gelagerten Götter und Helden charakteristisch. Nicht minder bekannt ist er für seine Szenen aus dem täglichen Leben, denen viel Einfallsreichtum bescheinigt wird. Vorder- und Rückseite der Vasen sind häufig aufeinander bezogen oder zeigen sogar dasselbe Motiv.